# Dasysphaera tomentosa
Dasysphaera tomentosa är en amarantväxtart som beskrevs av Georg Ludwig August Volkens och Lopr.. Dasysphaera tomentosa ingår i släktet Dasysphaera, och familjen amarantväxter. Inga underarter finns listade i Catalogue of Life.